# نورلان آلدابرگنوف
نورلان آلدابرگنوف (قزاقی: Нұрлан Алдабергенов؛ زادهٔ ۱۹ نوامبر ۱۹۶۲) یک سیاستمدار اهل کشور قزاقستان است. او از سال ۲۰۱۷ تا ۲۰۱۹ رئیس دفتر نخست‌وزیری، عضو هیئت نظارت بر رقابت و مقررات ضد انحصار کمیسیون اقتصادی اوراسیا از سال ۲۰۱۲ تا ۲۰۱۷، و رئیس آژانس جمهوری قزاقستان برای مقررات انحصارات طبیعی از ۲۰۰۷ تا ۲۰۱۲ بوده‌است.